# Max Dvořák
Max Dvořák (24. června 1874 Roudnice nad Labem – 8. února 1921 Hrušovany nad Jevišovkou) byl historik umění působící ve Vídni, čelný představitel I. Vídeňské školy dějin umění.

## Život

### Praha
Maxmilián Josef Antonín Dvořák se narodil 4. června 1874 na roudnickém zámku v rodině lobkowitzkého archiváře Maxe Dvořáka a jeho první ženy Hermíny Voglové. Přestože velmi brzy přišel o matku, jeho dětství bylo poměrně šťastné; na Maxe Dvořáka od mládí působil jeho otec, ve své době uznávaný historik, který mu poskytoval všestranný přehled a zejména také kultivované prostředí roudnického zámku, kde byl nadaný chlapec konfrontován s proslulou knížecí galerií i rozsáhlou knihovnou.
Po obecné škole v Roudnici přešel na roudnické reálné gymnázium, kde začal psát verše a vedl studentský časopis; vysokoškolská studia zahájil v roce 1892 na české univerzitě v Praze, kde navštěvoval seminář historie; výběr oboru do značné míry předurčil fakt, že měl nastoupit na otcovo místo knížecího archiváře. Během studií v Praze byl žákem významných českých historiků té doby jako byl Jaroslav Goll, Antonín Rezek, Čeněk Zíbrt či Josef Emler. Na Maxe Dvořáka nejvíce zapůsobil Jaroslav Goll, u kterého pracoval v semináři na tématu Prvé poselství z Čech do Polska za Válek husitských; přestože vztah Golla a Dvořáka byl poněkud komplikovaný, Dvořák se k němu vždy hlásil jako ke svému učiteli; své dopisy Gollovi nikdy neopomněl podepsat slovy Váš vděčný žák. Gollovu přísnou objektivitu a kritické studium pramenů využíval Dvořák i ve svých pozdějších uměleckohistorických studiích, takže bývá řazen mezi příslušníky takzvané Gollovy školy.

Na univerzitě se seznámil s jejími dalšími členy, budoucími historiky Josefem Pekařem, Bohumilem Navrátilem a zejména s Josefem Šustou; se Šustou pojilo Dvořáka celoživotní přátelství a jejich vydaná korespondence je jedním z nejvýznamnějších pramenů k Dvořákovu soukromému a profesnímu životu. Max Dvořák na sebe upozorňoval nejen schopnostmi a inteligencí, ale také elegantním a kultivovaným vystupováním, pro které se mezi spolužáky ujala přezdívka Lord Max. V podobném duchu na něj ve svým pamětech vzpomínal i Josef Šusta:
„Nápadně hezký, nasnědlý mladík s tesklivým výrazem krásně obrvených očí, jemuž drobný knírek a lehce zvlněný vlas, vyznívající v krátkých anglických licousích, dodával aristokratické pěstěnosti, měl neobyčejně slabounké paže a ploský hrudník, dědictví po matce, předčasně zhubené tuberkulosou. Vleklé plicní katary vzbudily i u něho záhy náladu bytosti odsouzené ke krátkému jen nebo pouze polovičnímu žití.”

Už během studií vytvořil Max Dvořák několik pozoruhodných historických prací. První publikovanou studii s názvem Některé pověry hospodářské předešlého věku (1894) uveřejnil v Zíbrtově časopisu Český lid. Pozoruhodný antropologický článek o smyslu lidových pověr a magie vycházel z rukopisu o lidovém léčitelství z poloviny 19. století, který nalezl v roudnické zámecké knihovně. Ze svého průzkumu rodového archivu hrabat Šliků v Kopidlně, který Dvořákovi zadal v rámci historického semináře Jaroslav Goll, vytěžil článek Hrabata Šlikové a jejich archiv v Kopidlně (1895) na stránkách Českého časopisu historického a samostatnou studii Stručný nástin dějin panství a hraběcího rodu Šlikovského (1895); ze zmiňovaného archivu hodlal ještě vydat prameny z období vlády Ferdinanda I., nicméně k tématu se vrátil až ve studii Die Fälschungen des Reichskanzlers Kaspar Schlick (1901), uveřejněné ve vídeňském Mitteilungen des Instituts für die österreichische Geschichtsforschung. Kromě několika drobnějších kulturněhistorických prací tvoří jeho nejvýznamnější historické dílo komentovaná edice Dva deníky dra. Matiáše Borbonia z Borbenheimu, vydaná v ediční řadě Historického archivu České akademie věd a umění v roce 1894.

### Vídeň
Po prázdninách roku 1894 odešel Max Dvořák ve stopách svého přítele Josefa Šusty na Institut für Österreichische Geschichtsforschung do Vídně. Součástí institutu byl také kunsthistorický aparát, jehož správu byl Dvořák nucen v prosinci roku 1895 převzít; podle všeho příliš nadšen nebyl. Josefu Šustovi tehdy napsal: 
A propos. Musel jsem v institutu převzíti správu kunsthistorického apparatu a stal jsem se takto officielním kunsthistorikem. Nedělám si z toho ovšem nic.

Právě zde se setkal s historikem umění Friedrichem Dörhöfferem a především profesorem Franzem Wickhoffem, kteří ovlivnili jeho budoucí vědeckou kariéru.
Pod vlivem nekonvenčních přednášek Wickhoffa a jeho přelomových děl, která odmítala úpadková období umění si Dvořák uvědomil obrovské možnosti reformovaného oboru a začal se naplno věnovat dějinám umění. Svým kultivovaným vystupováním a znalostmi brzy vzbudil Wickhoffovu pozornost, což vedlo k jeho jmenování odborným asistentem na katedře Dějin umění na vídeňské univerzitě. Wickhoff se zanedlouho stal Dvořákovým přítelem, který ho podporoval nejen v akademické kariéře, ale i v osobním životě; časté byly jejich společné cesty do Benátek v jarních a letních měsících, kdy společně studovali díla proslulých benátských mistrů cinquecenta.

Pod Wickhoffem Dvořák v roce 1902 habilitoval a tím se mu otevřela jasně vytyčená univerzitní kariéra. O dva roky později se však naskytla možnost nastoupit na pražskou univerzitu; velké Dvořákovo přání však z blíže neznámých důvodů zmařil Jaroslav Goll, čímž začalo delší ochlazení jejich vzájemných vztahů. V červnu roku 1905 však po delší nemoci zemřel profesor dějin umění na vídeňské univerzitě a teoretik dějin umění Alois Riegl a v souladu s jeho přáním byl Dvořák jmenován mimořádným profesorem. Proti jeho jmenování se v německém nacionálním tisku vznesla vlna odporu, podporována řadou absurdních obvinění a celá záležitost se dokonce projednávala na říšské radě. V tomto okamžiku opět pozitivně zasáhl uznávaný Wickhoff, který napsal do Neue Freie Presse zásadní článek, v němž před veřejností rehabilitoval Dvořákovy schopnosti; mimo jiné zde napsal: 
Zde vykonal jediný muž v poměrně mladém věku to, k čemu obyčejně je zapotřebí generací učenců.

Po smrti Franze Wickhoffa roku 1909 byl Dvořák jmenován řádným profesorem a vedl část katedry dějin umění. Druhým profesorem byl Josef Strzykowski, který přišel z Grazu. Dvořák po profesoru Böhmovi zdědil také funkci poradce Centrální památkové komise a založil rakouský místopis uměleckých památek. V Rakouském institutu řídil časopis Kunstgeschichtliche Anzeigen, spolupracoval s Německou jednotou pro vědy a umění na vydávání sbírky Monumenta a v letech 1907–1919 pod jeho vedením vyšlo 17 svazků soupisu památek rakouských okresů. Roku 1917 byl druhým viceprezidentem Centrální památkové komise a po válce prezidentem Spolkového rakouského památkového úřadu. Od roku 1920 byl členem Rakouské akademie věd.
Dvořák později dostal pozvání na Univerzitu v Kolíně nad Rýnem a po válce také z Univerzity Karlovy, ale setrval ve Vídni až do roku 1921. Na začátku února 1921 přijel na Emin zámek v Hrušovanech nad Jevišovkou, který vlastnil jeho žák Karl Khuen-Belasi. Zde 8. února nemocí vysílený Max Dvořák zemřel. Byl pohřben na místním hřbitově.

## Dílo (výběr)
- komentovaná edice Dva deníky dra. Matiáše Borbonia z Borbenheimu (1894)
- Das Rätsel der Kunst der Brüder van Eyck (1904, München 1925)
- Soupis památek XXVII. Okres roudnický II. Zámek Roudnický, Praha 1907 (s. B. Matějkou)
- Die Denkmäler der deutschen Kunst, Berlin 1913
- Katechismus der Denkmalpflege (1916) (česky Katechismus památkové péče 1991, 2004, ISBN 80-86234-55-X)
- Idealismus und Naturalismus in der gothischen Skulptur und Malerei, München, Berlin 1918 (angl. Idealism and Naturalism in Gothic Art, Notre Dame 1967)
- Rembrandt. Die Nachtwache, Wien 1921
- Kunstgeschichte als Geistesgeschichte. Studien zur abendländischen Kunstentwicklung, München 1924 (ed. K. M. Swoboda, J. Wilde)
- Umění jako projev ducha, vyd. Jan Laichter Praha 1936 (překl. Eva Urbanová, úvodní studie Jaromír Pečírka)
- Geschichte der italienischen Kunst im Zeitalter der Renaissance, 2 Vol., München 1927-28
- Gesammelte Aufsätze (1929)
- Italské umění od renesance k baroku, Praha 1946 (ed. J. Krofta)
- Oskar Kokoschka. Variace na jedno téma, Český Krumlov 2007